# Lamine Koné
Lamine-Gueye Koné (Paris, 1 de fevereiro de 1989) é um futebolista profissional marfinense que atua como defensor.

## Carreira
Lamine Koné representou o elenco da Seleção Marfinense de Futebol no Campeonato Africano das Nações de 2017.